# Дидебани
Дидебани (груз. დიდებანი) — село в Грузии, в муниципалитете Душети края Мцхета-Мтианети. 

## География
Село расположено в северной части края, в 55 километрах по прямой к северу от центра муниципалитета Душети. Высота центра — 1420 метров над уровнем моря.

## Население
По данным переписи населения 2014 года, в селе проживало 9 человек.
| Год  | Население | Мужчины | Женщины |
| ---- | --------- | ------- | ------- |
| 1926 | 94        | 39      | 55      |
| 2002 | 50        | 23      | 27      |
| 2014 | 9         | 4       | 5       |